# Acerophagus californicus
Acerophagus californicus är en stekelart som beskrevs av Rosen 1969. Acerophagus californicus ingår i släktet Acerophagus och familjen sköldlussteklar. Inga underarter finns listade i Catalogue of Life.